# Ranunculus macrophyllus
Ranunculus macrophyllus Duch. – gatunek rośliny z rodziny jaskrowatych (Ranunculaceae Juss.). Występuje naturalnie w Europie Południowej i Afryce Północnej. Epitet gatunkowy macrophyllus pochodzi z języka greckiego i oznacza wielkolistny. 

## Rozmieszczenie geograficzne
Rośnie naturalnie w Portugalii, Hiszpanii, Francji i Włoszech oraz w Afryce Północnej od Maroka aż po Cyrenajkę. We Włoszech gatunek został rejestrowany w regionach Sardynia oraz Toskania, a także prawdopodobnie w Kampanii i na Sycylii. We Francji występuje tylko na Korsyce oraz w departamencie Pireneje Wschodnie, natomiast prawdopodobnie wyginął w departamentach Alpy Nadmorskie, Var i Delta Rodanu. Na Malcie ma status gatunku autochtonicznego, lecz jest tam rzadko spotykany. 

## Morfologia
PokrójŚredniej wielkości bylina o dość sztywnych, wyprostowanych i owłosionych pędach. Dorasta do 30–50 cm wysokości.
LiścieLiście odziomkowe mają kształt od pięciokątnego do nerkowatego. Brzegi są wcięte i ząbkowane. Liście łodygowe są potrójnie klapowane.
KwiatyMają żółtą barwę. Dorastają do 25–30 mm średnicy. Dno kwiatowe jest owłosione.
OwoceZazwyczaj owłosione niełupki z dziobem na końcu.

## Biologia i ekologia
Rośnie na terenach podmokłych i skalistych, na brzegach rzek, rowów lub innych dróg wodnych. Występuje na wysokości do 600 m n.p.m. Kwitnie od kwietnia do maja, a według niektórych źródeł aż do czerwca. Świeże części rośliny są trujące – zawierają protoanemoninę. Preferuje stanowiska w pełnym nasłonecznieniu. Dobrze rośnie na żyznym podłożu o odczynie zasadowym. 

## Ochrona
Gatunek ten został wpisany do francuskiej Czerwonej Księgi Gatunków Zagrożonych – został zaliczony do kategorii gatunków narażonych na wyginięcie (vulnerable). 